# 渔具

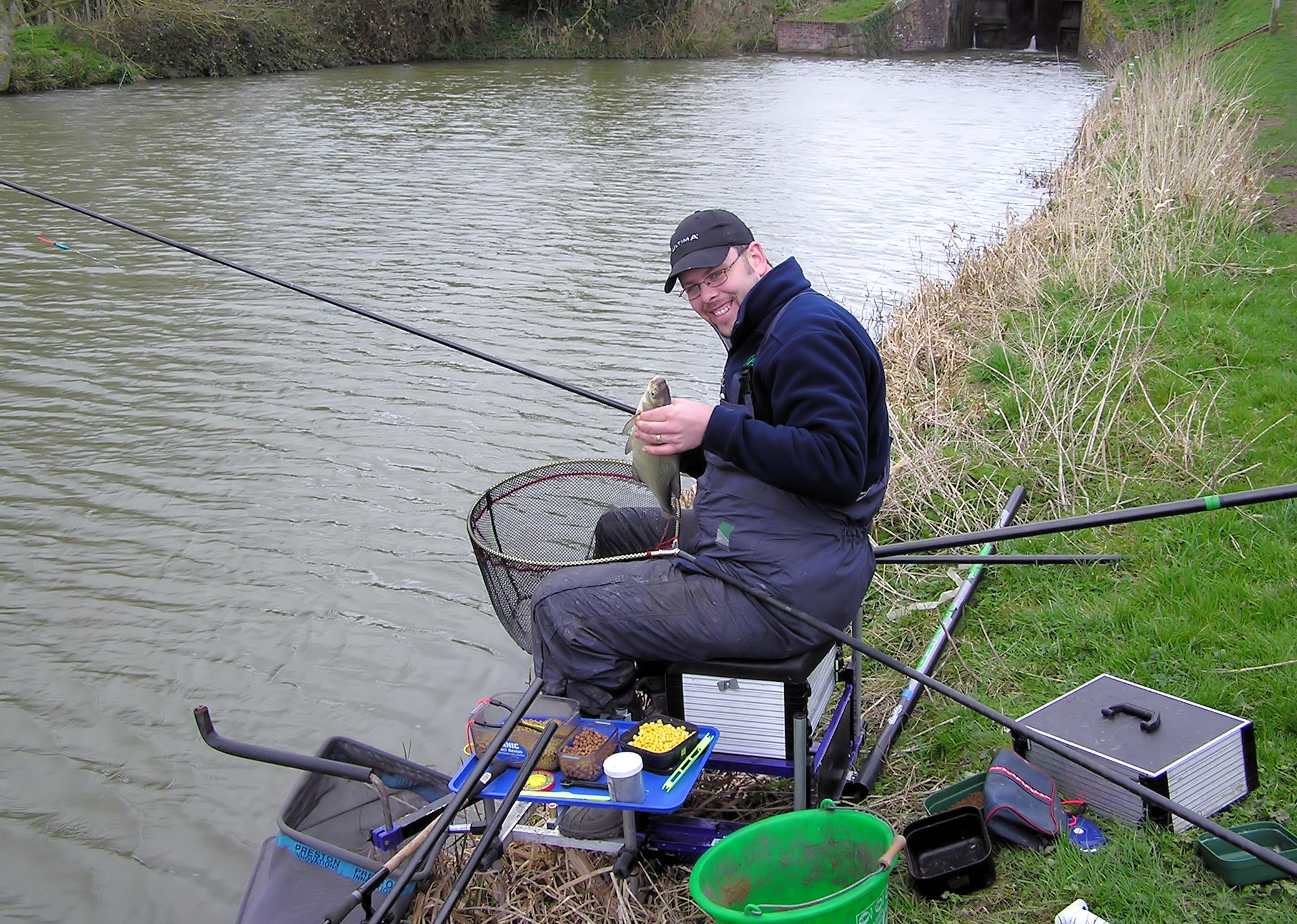
一个钓鱼者和他的渔具。

渔具（英語：fishing equipment）广义上泛指任何用来捕鱼的设备和工具（包括各种大型器具，比如渔网、鱼笼和渔梁），但在狭义上常常专指钓具（fishing tackle）——即钓鱼者所用的工具，主要包括：鱼钩、鱼线、鱼饵（包括钓饵、假饵和散饵）、鱼竿、鱼轮、鱼漂、沉子、鱼护、抄网、钓箱等。通常与鱼钩和鱼饵一起被抛投到水中的渔具（主要是鱼漂、沉子和连结具）则统称末端渔具（terminal tackle）。

## 概述

### 钓竿
钓竿是除鱼钩、钓线和沉子外的一个渔具。一个长长的鱼线连接到鱼钩，顶端绑在钓竿上。
早期的钓竿产生在古埃及、中国、古希腊和罗马。在中世纪的英格兰，他们被称为“角”。其材料如东京竹、加尔各答芦苇、灰木等光亮、坚韧、柔软的东西。
现代精密铸造的钓竿的材料是钛合金、碳素、玻璃纤维等，也存在古典钓竿，材料是竹子。钓竿有不同的长度，常用是3.6米到7.2米，杆越长越大。

### 鱼线

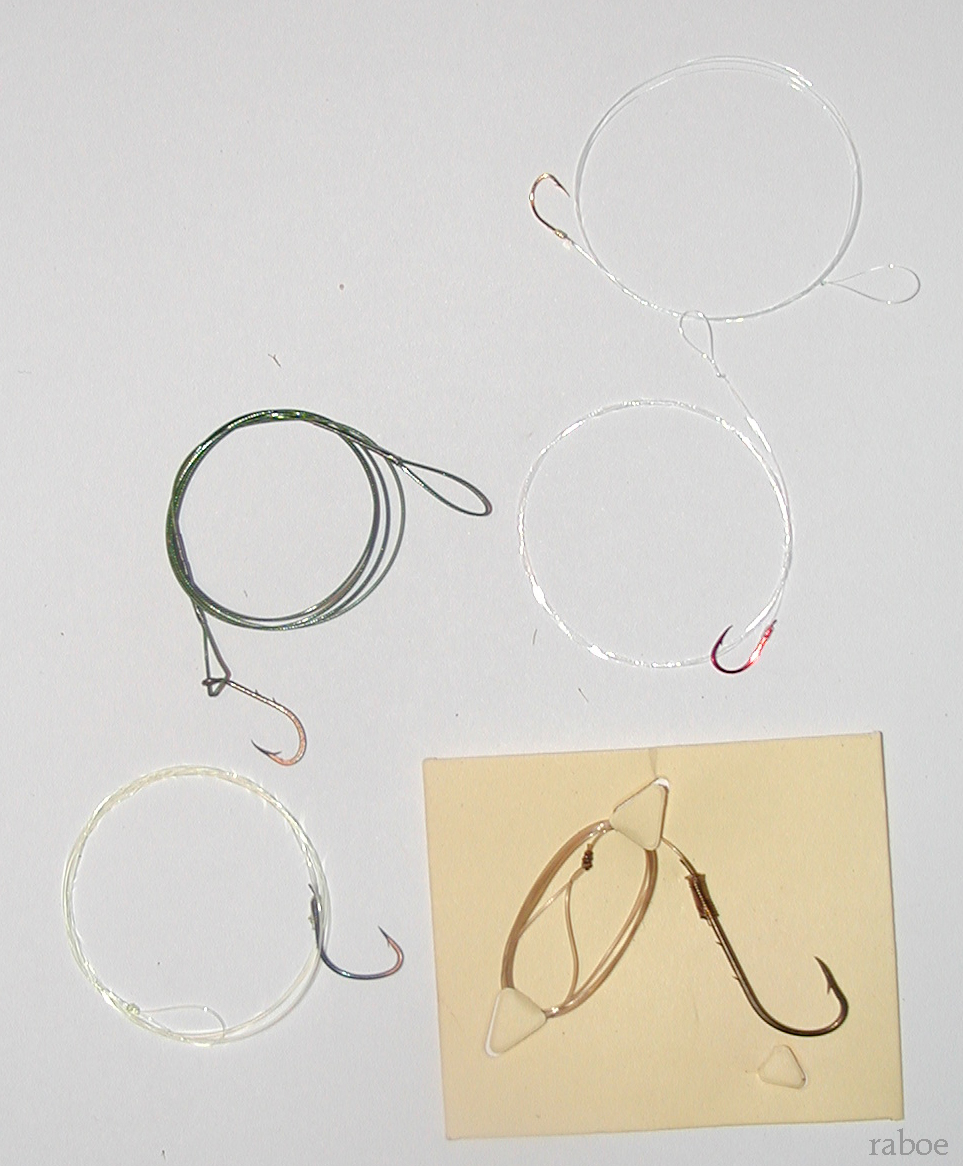
鱼线。

鱼线是钓鱼时使用的线或绳子。最早的钓线是由树叶或植物茎制作的，后来由马毛或丝线制作。1850年代，现代工业机械用来制作时尚的钓线，大多数的这些钓线是用亚麻布或丝绸或棉制作的。[3]
现代钓线是由人造物质，包括尼龙、聚乙烯、涤纶等制作。最常见的类型是单丝单线。渔民经常使用单丝。
钓线的重要参数包括长度、材料、重量。钓线钓鱼环境包括断裂强度、结强度、抵抗紫外线、铸造性能、柔弱、弹性、耐磨性等。和可见性。

### 鱼钩

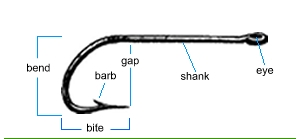
鱼钩。

鱼钩在英语中来自一个古老的词，意思是“喉”。古代用薄块骨或石头连接于细线来钓鱼，鱼儿吞下后，钩住了鱼的咽喉。
鱼钩用于钓鱼的过程中刺穿鱼类的嘴，钩住鱼。数千年来，鱼钩被渔民捕捉淡水鱼和咸水鱼。早期的鱼钩是骨头、贝壳、角和荆棘植物制作的。
2005年，鱼钩被选为福布斯排名前20名的人类历史上的工具。[2]
鱼钩通常连接到某种形式的钓线同时挂上鱼饵。各种各样的鱼钩，有不同的尺寸、设计、形状和材料，取决于钓哪种鱼。

### 沉子

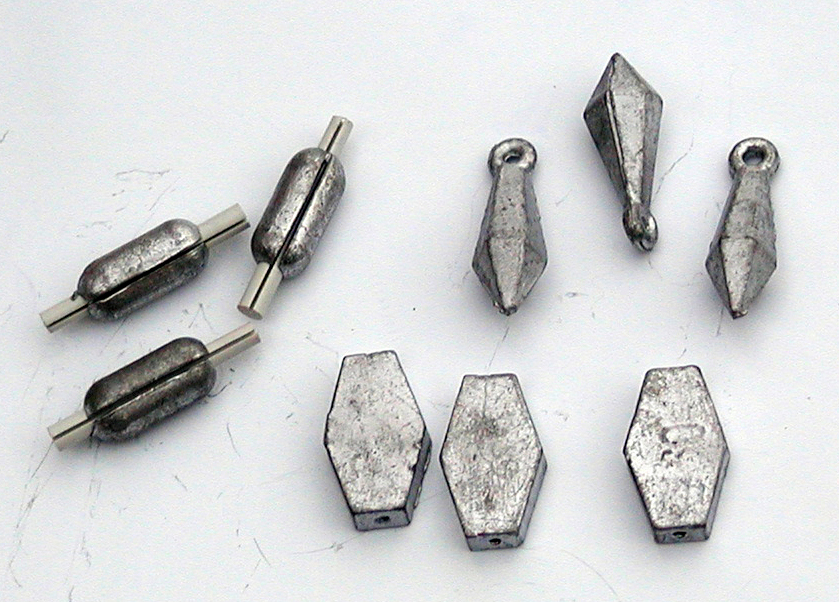
沉子。

沉子是诱饵下沉更快或增加距离的渔具，同时也调节鱼漂。普通沉子是传统的铅，它实际上可以做成任何形状，通常是圆管杆。英国、加拿大和美国的一些州禁止使用小型铅制沉子，因为铅可能引起铅中毒或摄入中毒。[4]

### 卷线器
卷线器是把钓线卷在轴上的渔具。

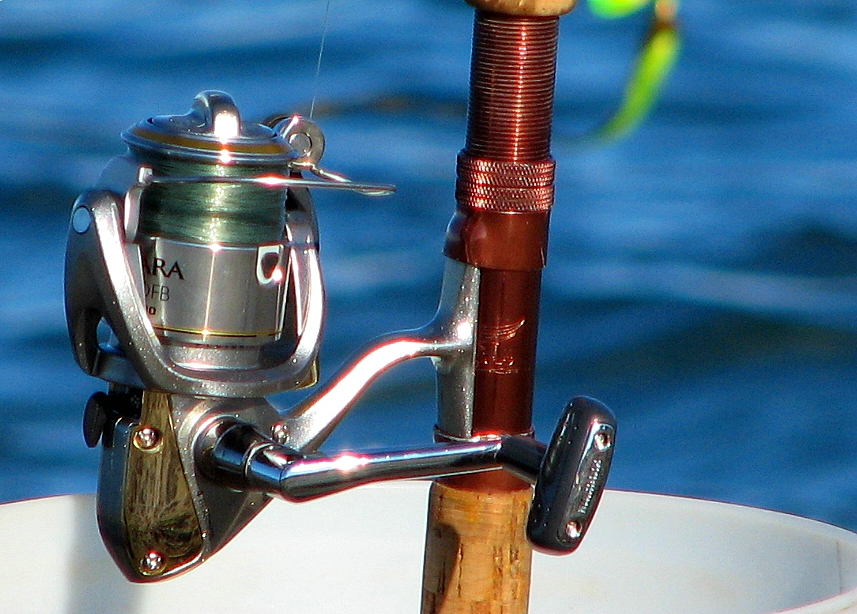
海竿卷线器。

卷线器是古中国的发明，有宋朝的国画为证，出现于1195年；而英格兰大约在公元1650年才出现，到了1760年代，伦敦出现齿轮卷线器。1820年左右，在美国肯塔基州的乔治·斯奈德通常被认为发明了第一个卷线器，迅速成为受美国垂钓者欢迎的渔具。

### 鱼饵
蚯蚓是一种通用的常见淡水钓鱼鱼饵。常见的自然鱼饵包括蠕虫、水蛭、小鱼、青蛙、蜥蜴和其他昆虫。也有人工鱼饵。

### 鱼漂

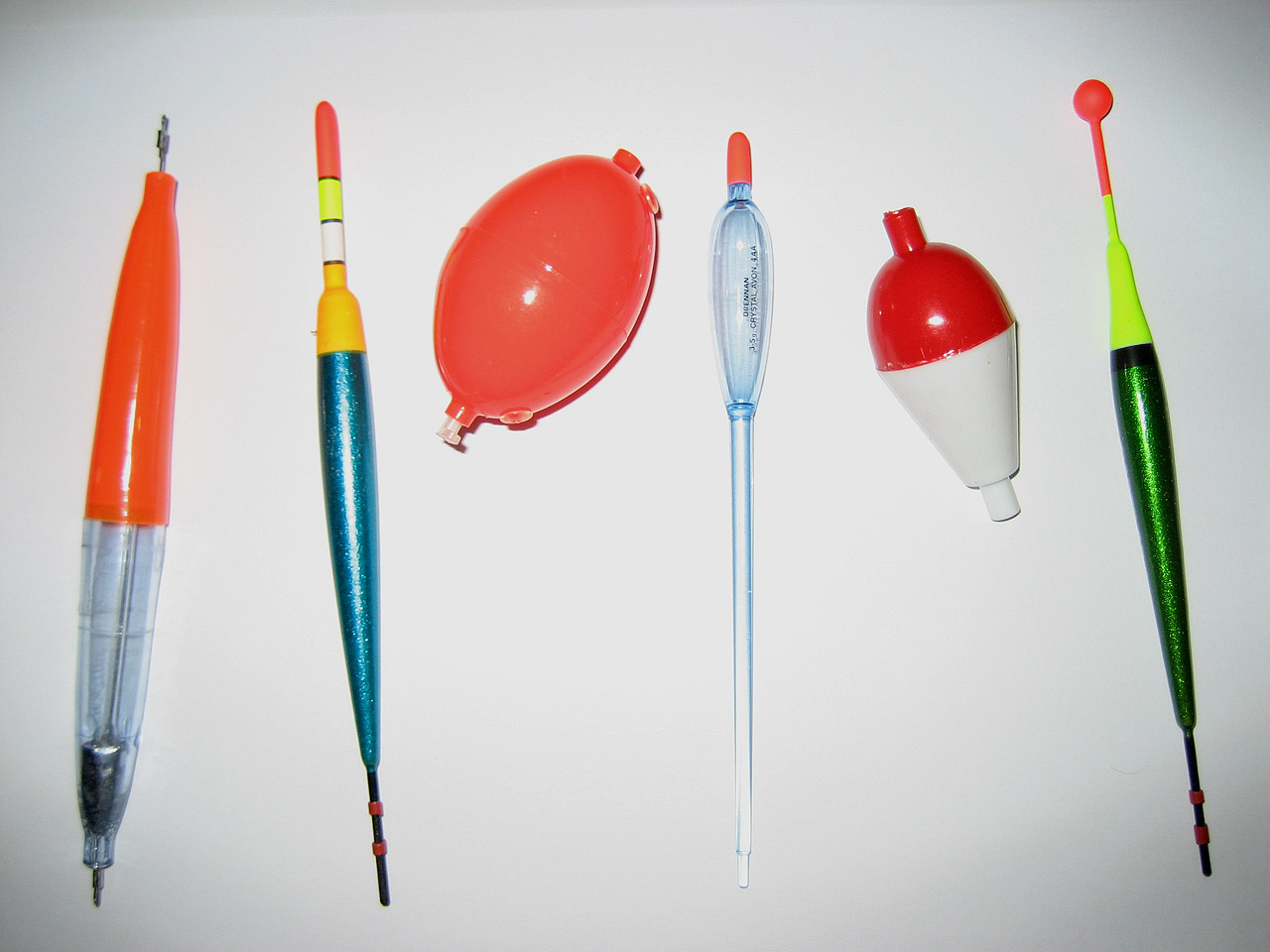
不同的鱼漂。

鱼漂的作用是显示鱼儿在咬钩。

### 鱼护
鱼护是用来装鱼的渔具，可以使鱼养在网兜里不死去。

### 钓箱
钓箱是钓鱼者用来当凳子坐或挂鱼护，箱内还可以放冰块装鱼保险的渔具。